# Tombstone (película)
Tombstone es una película estadounidense de 1993, dirigida por George P. Cosmatos. Está protagonizada por Kurt Russell, Val Kilmer, Sam Elliott, Bill Paxton, Dana Delany y Michael Biehn en los papeles principales.
La película está basada ligeramente en los acontecimientos que tuvieron lugar en el Tiroteo en el O.K. Corral en Tombstone (Arizona), en 1881.

## Argumento
En el año 1881, la fiebre del oro marcaba el devenir del Salvaje Oeste americano. El descubrimiento de minas de plata en Arizona atrae al pueblo de Tombstone a los hermanos Earp: Wyatt Earp (Kurt Russell), Virgil Earp (Sam Elliott) y Morgan Earp (Bill Paxton), figuras que se convertirán en leyenda.
La película comienza con una escena en una iglesia de México donde, aparentemente, se celebra una boda. Los esponsales son interrumpidos por unos bandoleros cuya principal característica es que portan fajines rojos y que se hacen llamar los Cowboys, liderados por Bill Brocius (Powers Boothe). Estos claman venganza por la muerte de varios de sus compañeros y desatan un tiroteo, eliminando al novio -que resultaba ser un policía mexicano-, a la novia y al sacerdote. Johnny Ringo (Michael Biehn), mano derecha de Bill, recita un pasaje del Apocalipsis que le dijo el sacerdote, donde un jinete con un caballo blanco traerá el infierno con él.
Mientras los hermanos Earp con sus esposas se dirigen hacia Tombstone, la película introduce a Doc Holliday (Val Kilmer), descrito como un hombre pendenciero, jugador y bebedor que padece de tuberculosis y que trata de vivir su día a día como si fuera el último. Al llegar a Tombstone, se presenta que esta ciudad se halla en auge, con negocios que florecen y nuevos vecinos que se instalan en busca de prosperidad; entre estos nuevos que llegan está Josephine Marcus (Dana Delany), una actriz de variedades que enseguida pone sus ojos en Wyatt. 
El sheriff de Tombstone les deja claro a los Earp que la ley en la ciudad la dictan los Cowboys, los cuales se comportan con total impunidad. Wyatt adquiere una colaboración en un bar de la zona, donde, junto a su viejo amigo Doc Holliday, convierten en un local de prestigio y frecuentado por los lugareños. Su primer encontronazo con los Cowboys tiene lugar en el local, cuando Bill Brocius, Johnny Ringo y Ike Clanton (Stephen Lang) tratan de provocar a Wyatt y Doc. Las hostilidades se abren cuando Bill, totalmente borracho, dispara y mata accidentalmente al sheriff cuando este trataba de quitarle sus armas; Wyatt, antiguo sheriff retirado, insiste en arrestar a Bill por asesinato, viéndose confrontado por el resto de los miembros de la banda. Cuando la situación parecía volverse cada vez más tensa, Doc y sus hermanos aparecen para socorrerle, mientras los Cowboys se retiran, aunque les amenazan con represalias.
Ante la situación imperante con los Cowboys, Virgil y Morgan se convierten en agentes de la ley, dictando que no se pueden portar armas en la ciudad. Esto desata la ira de Wyatt, el cual no quiere involucrarse en los asuntos de la ciudad. Es Ike, uno de los miembros de la banda, el que desata un enfrentamiento con Virgil en el bar de Wyatt, prometiendo que «sangrarán». Wyatt decide que es hora de enfrentarse a los Cowboys y, junto a Virgil, Morgan y Doc, acuden a confrontar a la banda. Así es como se desata el tiroteo en el O.K. Corral, suceso que convertirá a Doc Holliday y a los hermanos Earp en leyendas, donde varios miembros de los Cowboys fallecen. La situación en la ciudad se vuelve muy tensa, sabedores todos de que los Cowboys no tardarán en vengarse.
El primero en caer de los Earp es Virgil, cuando es disparado en mitad de la noche, quedando muy malherido. Poco después, Morgan es también tiroteado, recibiendo un disparo en la espalda y falleciendo en los brazos de Wyatt. Destrozado, Wyatt decide que la estancia de su familia en Tombstone ha llegado a su fin y se marchan. Tras dejar a Virgil y a las mujeres en el tren, Wyatt se enfrenta a varios miembros que acudieron a asesinarle, revelando que ahora es comisario y que no descansará hasta eliminar a todos los Cowboys.
La película da un salto temporal, revelándose que Wyatt y sus camaradas -entre los que están Doc y varios amigos suyos- están realizando una cacería de Cowboys. Wyatt y los demás les persiguen hasta un río, donde este acaba con Bill después de un gran tiroteo. Doc, que cada vez está más enfermo, es llevado hasta un rancho donde su propietario -quien es un personaje cameo del actor Charlton Heston- le da cobijo. Mientras observa a su viejo amigo morirse, recibe la visita de Josephine, la cual se despide de él. A su vez, un Cowboy porta el cadáver de uno de los compañeros de Wyatt, proclamando que Ringo le reta a un duelo.
Tras despedirse del moribundo Doc, Wyatt acude a un duelo que sabe que no puede ganar. Ringo aguarda la llegada de su adversario, pero quien se presenta resulta ser alguien distinto: Doc Holliday. Este insiste en reanudar el viejo enfrentamiento que tuvieron, a lo que Ringo accede. Tras una tensa espera, Doc es más rápido que su oponente y le dispara en la cabeza, acabando con Johnny Ringo. Sorprendido tras la acción de su amigo, Wyatt y el resto de sus compañeros se lanzan a acabar con los Cowboys restantes, siendo Ike el último de ellos en caer.
Culminada su venganza, Wyatt acude a ver a Doc, ahora en su lecho de muerte, donde ambos se despiden. Wyatt se reencuentra con Josephine, marchándose juntos mientras el narrador relata el destino final de Wyatt Earp.

## Reparto
- Kurt Russell: Wyatt Earp
- Val Kilmer: Doc Holliday
- Sam Elliott: Virgil Earp
- Bill Paxton: Morgan Earp
- Michael Biehn: Johnny Ringo
- Dana Delany: Josephine Marcus
- Powers Boothe: Curly Bill Brocius
- Stephen Lang: Ike Clanton
- Joanna Pacuła: Big Nose Kate
- Thomas Haden Church: Billy Clanton
- Jason Priestley: Billy Breakenbridge
- Billy Zane: Fabian
- Billy Bob Thornton: Johnny Tyler
- Charlton Heston: Henry Hooker
- Robert Mitchum: Narrador
- Wyatt Earp III: Billy Claiborne

## Producción
Al principio Kevin Jarre. el autor del guion, fue el encargado de dirigirla. Sin embargo los productores llegaron a la conclusión que su libreto era demasiado extenso, por lo que finalmente George P. Cosmatos llegó a hacer la película.
También se pensó en rodar con Kevin Costner como Wyatt Earp, pero éste, al ver cómo su personaje no llevaba el peso de la narración, abandonó el proyecto en favor de hacer la película Wyatt Earp (1993) con tema idéntico y en el que él tendría el mismo papel, pero en el que él iba a ser el protagonista completo al respecto. De esa manera el papel lo recibió Kurt Russell en su lugar.
La obra cinematográfica se filmó entre la primavera y el verano de 1993 en escenarios naturales de Tucson, una ciudad cercana a la mítica Tombstone.

## Recepción
La película fue un éxito de taquilla y también fue bien recibida por la crítica. Superó en ambos aspectos a la película Wyatt Earp (1993) con Kevin Costner como protagonista, que se estrenó en el mismo año.